# Boadicea pelecoides
Boadicea pelecoides is een vlinder uit de familie spinneruilen (Erebidae), onderfamilie beervlinders (Arctiinae). De wetenschappelijke naam van de soort is voor het eerst geldig gepubliceerd in 1930 door Tams.
Deze nachtvlinder komt voor in tropisch Afrika.